# ويليام روبرتس (سياسي)
ويليام روبرتس هو سياسي كندي، ولد في 22 يوليو 1954 بهاميلتون في كندا. حزبياً، نشط في Alberta New Democratic Party ‏. وقد انتخب عضو الجمعية التشريعية ألبرتا عن دائرة Edmonton-Centre ‏ (1986 – 1993).